# Agop Terzan
Agop Terzan (* 31. Oktober 1927 in Istanbul; † 5. April 2020) war ein französischer Astronom armenischer Abstammung.

## Leben
An der Universität Istanbul erhielt er 1945 den Bachelor in Mathematik und Astronomie und 1949 den Master in Astronomie. 1956 siedelte er nach Frankreich über. Er promovierte 1965 an der Universität Lyon und arbeitete am dortigen Observatorium. 1980 erhielt er eine Professur.
Terzan war Mitglied der Société astronomique de France und der Internationalen Astronomischen Union (IAU).
In den 1960er-Jahren entdeckte Terzan 710 veränderliche Sterne und elf nach ihm benannte Kugelsternhaufen, darunter Terzan 1, Terzan 2, Terzan 4, Terzan 5, Terzan 7, Terzan 8, Terzan 9 und Terzan 12. In den Folgejahren entdeckte er weitere 4430 veränderliche Sterne, 158 diffuse Nebel, 124 Galaxien und 1428 Sterne mit hoher Eigenbewegung.
Ein Asteroid wurde 2022 nach ihm benannt: (265380) Terzan.